# جماعت انقلابی زحمتکشان افغانستان
انقلاب زحمتکشان جامعه افغانستان (به‌اختصار:جازا) یک سازمان سیاسی در افغانستان بود این سازمان جناح مخالف حزب دموکراتیک خلق افغانستان بود. جازا توسط اظاهر افق اهل قندهار رهبری می‌شد. این گروه از حزب دموکراتیک انتقاد کرد. ازجمله اعتراض آنها عدم اعلام دیکتاتوری پرولتاریا پس از انقلاب ثور بود.
بعداً این سازمان با کادرهای جوانان تشکیل شد که سازمان فدایان زحمتکش افغانستان را تشکیل می‌داد و از ادامه مبارزه مسلحانه حمایت می‌کرد.